# Ali Hillis

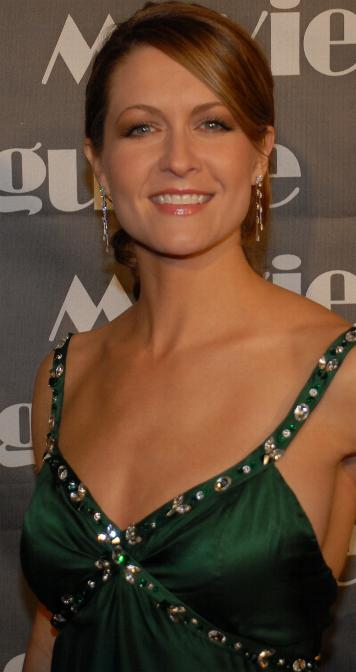
Ali Hillis (2008)

Alecia „Ali“ Deann Hillis (* 29. Dezember 1978 in Huntington Beach, Kalifornien) ist eine US-amerikanische Schauspielerin.

## Karriere
Hillis begann ihre Schauspielkarriere im Jahr 1999 mit Gastauftritten in der Fernsehserie Felicity. Weitere Gastauftritte in Undressed – Wer mit wem? und Baywatch – Die Rettungsschwimmer von Malibu sowie kleinere Rollen in Filmen folgten. Ihre erste größere Filmrolle hatte sie 2005 in Frau mit Hund sucht … Mann mit Herz an der Seite von Diane Lane und John Cusack. Seitdem war sie fast ausschließlich in Filmproduktionen zu sehen und weniger im Fernsehen. Ausnahmen bilden Gastauftritte in JAG – Im Auftrag der Ehre und The New Adventures of Old Christine.
Neben ihrer Tätigkeit als Schauspielerin übernahm Hillis auch Sprechrollen in verschiedenen Computer- und Konsolenspielen. So beispielsweise für den zweiten und dritten Teil der US-Version von Xenosaga. Zuletzt lieh sie Dr. Liara T'Soni in dem 2007 erschienenen Computerspiel Mass Effect ihre Stimme und in der im Jahr 2010 veröffentlichten westlichen Version von Final Fantasy XIII. 2012 konnte man ihre Stimme bereits auf dem Nintendo 3DS hören. Sie sprach im Spiel Kid Icarus: Uprising die Göttin Palutena.

## Filmografie (Auswahl)
- 2005: Kiss Kiss, Bang Bang (Kiss Kiss Bang Bang)
- 2005: Frau mit Hund sucht … Mann mit Herz (Must Love Dogs)
- 2005: American Gun
- 2006: Open Water 2 (Open Water 2: Adrift)
- 2007: Nach 7 Tagen – Ausgeflittert (The Heartbreak Kid)
- 2007: Das ultimative Geschenk (The Ultimate Gift)
- 2008: Nur über ihre Leiche (Over Her Dead Body)
- 2009: Space Buddies – Mission im Weltraum (Space Buddies)
- 2012: Santa Pfote 2 – Die Weihnachts-Welpen (Santa Paws 2: The Santa Pups)